# Rhoptromyrmex

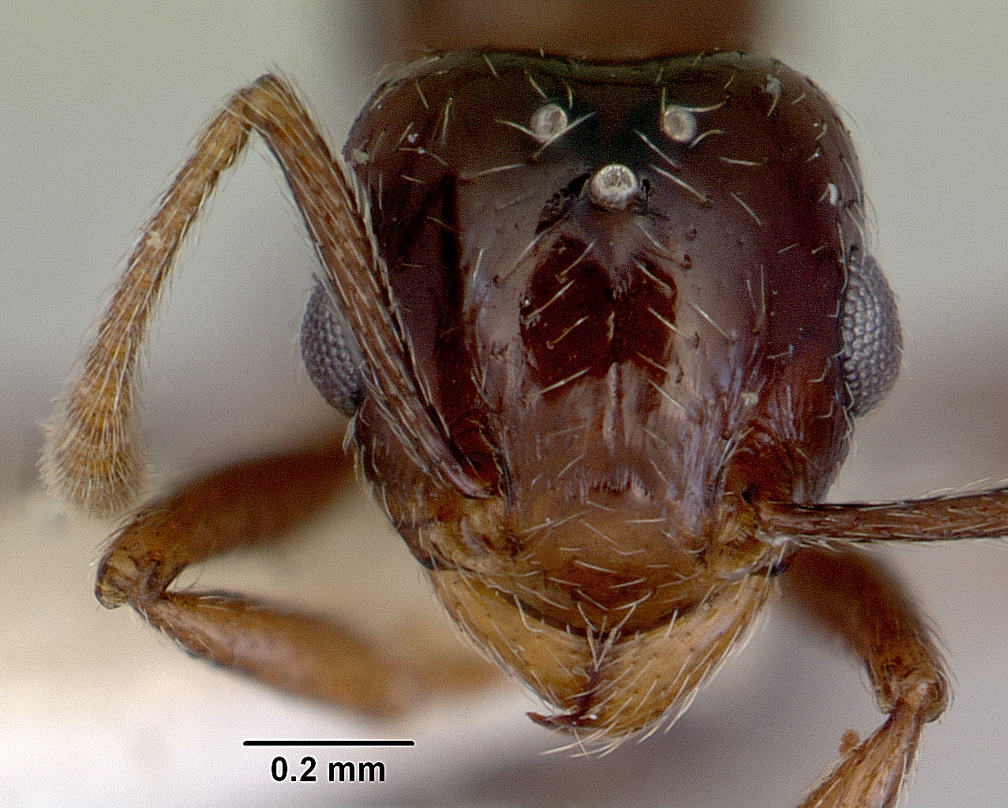
Rhoptromyrmex melleus

Rhoptromyrmex (лат.) — ранее выделявшийся род муравьёв трибы Tetramoriini из подсемейства Myrmicinae (Formicidae). Более ста лет рассматривался отдельным таксоном родового уровня. С 2015 года синоним рода Tetramorium.

## Описание
Встречаются в тропиках и субтропиках Старого Света, главным образом в Афротропике. Мелкие муравьи буроватого цвета (длина около 3—4 мм). Усики самок и рабочих 11 или 12-члениковые (у самцов 8—10) с 3-члениковой булавой. Наличник широкий, округлый. Мандибулы с 4—9 зубцами, включая крупный апикальный. Нижнечелюстные щупики 3-члениковые (или 4), нижнегубные 2-члениковые. Заднегрудка у большинства видов (кроме Rhoptromyrmex wroughtonii) ровная без проподеальных зубцов или шипиков. Гнездятся в земле, под корнями и камнями. Часть видов (Rhoptromyrmex globulinodis, Rhoptromyrmex melleus, Rhoptromyrmex opacus, Rhoptromyrmex transversinodis, Rhoptromyrmex wroughtonii) являются социальными паразитами других муравьёв. Вид Rhoptromyrmex melleus обнаружен вместе с сосущими соки растений белокрылками Parabemisia myrmecophila.

## Классификация
10 видов. Относился к трибе Tetramoriini. В 2015 году предложена синонимизация с родом Tetramorium.

### Синонимы
- Acidomyrmex Emery, 1915
- Hagioxenus Forel, 1910
- Ireneella Donisthorpe, 1941

### Виды
- Rhoptromyrmex caritus Bolton, 1986 — Уганда
- Rhoptromyrmex critchleyi Bolton, 1976 — Нигерия
- Rhoptromyrmex globulinodis Mayr, 1901 typus — от Заира до Южной Африки
- Rhoptromyrmex mayri Forel, 1912 — Индия
- Rhoptromyrmex melleus (Emery, 1897) — Сулавеси, Новая Гвинея, Австралия
- Rhoptromyrmex opacus Emery, 1909 — Западная и Центральная Африка, Уганда
- Rhoptromyrmex rawlinsoni Taylor, 1992
- Rhoptromyrmex schmitzi (Forel, 1910) (=Hagioxenus schmitzi) — Израиль
- Rhoptromyrmex transversinodis Mayr, 1901 — Кения, Зимбабве, ЮАР
- Rhoptromyrmex wroughtonii Forel, 1902 — Индокитай, Австралия